# 橘 (橘型駆逐艦)
橘（たちばな）は日本海軍の駆逐艦で、横須賀海軍工廠で建造された。仮称5511号艦。日本海軍の艦艇類別等級では、松型駆逐艦。橘型（丁改）駆逐艦の1番艦とされることもある。
艦名は植物のタチバナによる。食用柑橘類の総称でもある。艦名としては桜型駆逐艦2番艦「橘」に続いて2代目。

## 艦歴

### 第53駆逐隊
就役後、訓練部隊の第十一水雷戦隊（司令官高間完少将、旗艦「酒匂」）に編入。瀬戸内海に回航され、1945年（昭和20年）3月15日付で「椿」「桜」「楢」「欅」「柳」とともに第53駆逐隊を編成する。第53駆逐隊は戦艦「大和」を旗艦とする第一遊撃部隊（指揮官伊藤整一中将／第二艦隊司令長官）と瀬戸内海広島県呉港から沖縄に出動する予定だった。ところが航続距離が短いことなどか水上特攻隊から外された。
4月7日の坊ノ岬沖海戦で大和沈没と共に第二水雷戦隊も大損害を受け、4月20日付で解隊された。一方、第53駆逐隊は第三十一戦隊（司令官鶴岡信道少将）の指揮下に入り、回天目標艦として大津島方面で行動した。
5月7日、「柳」とともに大湊警備府部隊に編入され、5月13日に呉を出港して大湊へ回航された。関門海峡の掃海を待って日本海に移動し、5月21日に大湊に到着した。津軽海峡で対潜警戒に従事する傍ら、6月11日に「柳」とともに大湊を出港して、5月11日に占守島で爆撃を受け損傷した海防艦「八丈」の護衛を兼ねて舞鶴に向かう。その後も津軽海峡の警戒に従事し、函館湾を根拠とした。

### 函館空襲

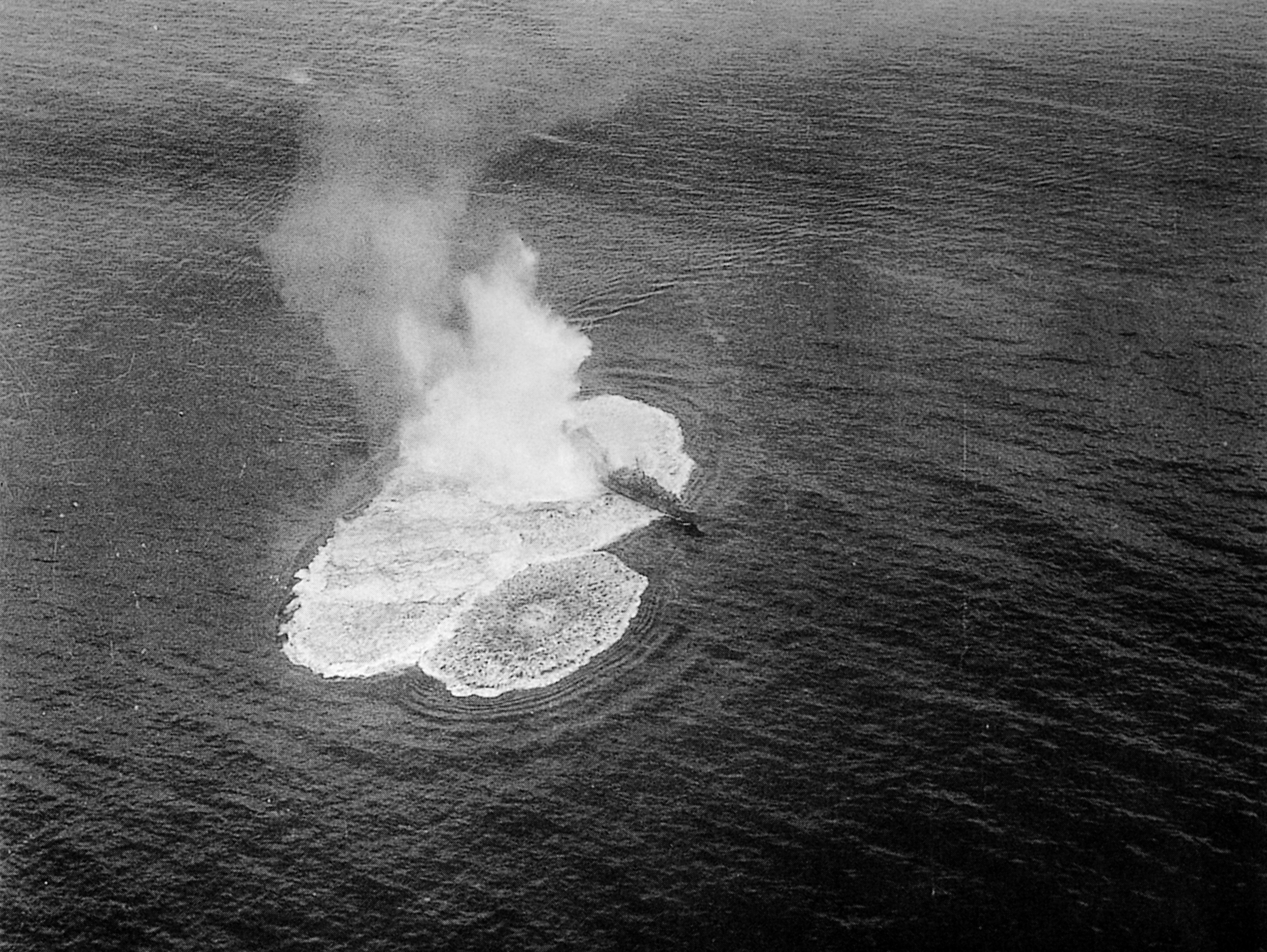
1945年7月14日に撮影された「橘」、もしくはエセックス隊の攻撃で艦尾切断の損傷を受けた「柳」とされている。

7月14日、折から日本本土への最終攻撃作戦を行っていた第38任務部隊（ジョン・S・マケイン・シニア中将）は、日本本土への艦砲射撃を行う高速戦艦の任務部隊を分離させつつ、朝から艦上機を飛ばして北海道および東北地方の市街地や港湾施設・飛行場・艦船を攻撃していた。「橘」と「柳」が護衛任務のため配備されていた津軽海峡も例外ではなく、エセックス級航空母艦とインディペンデンス級航空母艦を基幹とする第38.3任務群から攻撃隊が発進し、飛来した。
午前5時頃から、第38任務部隊の航空部隊は、市街地及び就航中の連絡船に対して攻撃を開始した。函館港にいた「橘」は5時40分に対空戦闘を開始し、この砲撃を見た敵機が突撃してきたため、錨を切断して緊急出港した。
出港した「橘」は面舵と取舵を繰り返しながら航行し、誘爆を避けるため甲板上の水雷が投棄された。「橘」は函館湾内の船舶や湾外を航行していた2隻の連絡船を護衛するため、敢えて湾内にとどまって戦った。バターン攻撃隊は、対空陣地や、湾内の駆逐艦や護衛駆逐艦から激しい対空砲火を受け、被弾した艦上攻撃機1機が母艦周辺で着水したと記録している。ランドルフ隊も被弾機や喪失機を出した。
6時40分、「橘」は右舷に至近弾を受け、機関が停止し航行不能となる。6時50分、爆弾が艦の後部に命中して艦体が右に大傾斜し、甲板上にいた生存者たちは海上に放り出された。このとき、僚艦「柳」は「橘」からの「ワレ、ゴウ沈ス。0653」という電文を受けている。上空ではエセックス攻撃隊が、爆撃を受けて炎上、沈没しつつある駆逐艦を撮影した。
「橘」は葛登支岬灯台の南東約3海里の地点で右に倒れて沈没した。生存者は約2時間漂流の後、漁船に救助され茂辺地（現在の北斗市茂辺地）付近に上陸。生存者のうち27名は、臨時列車で函館病院へ搬送され、その他の負傷者47名は茂辺地の病院で応急手当を受け、元気な生存者と共に地元の学校・民家に分宿した。乗員のうち156名が戦死した。

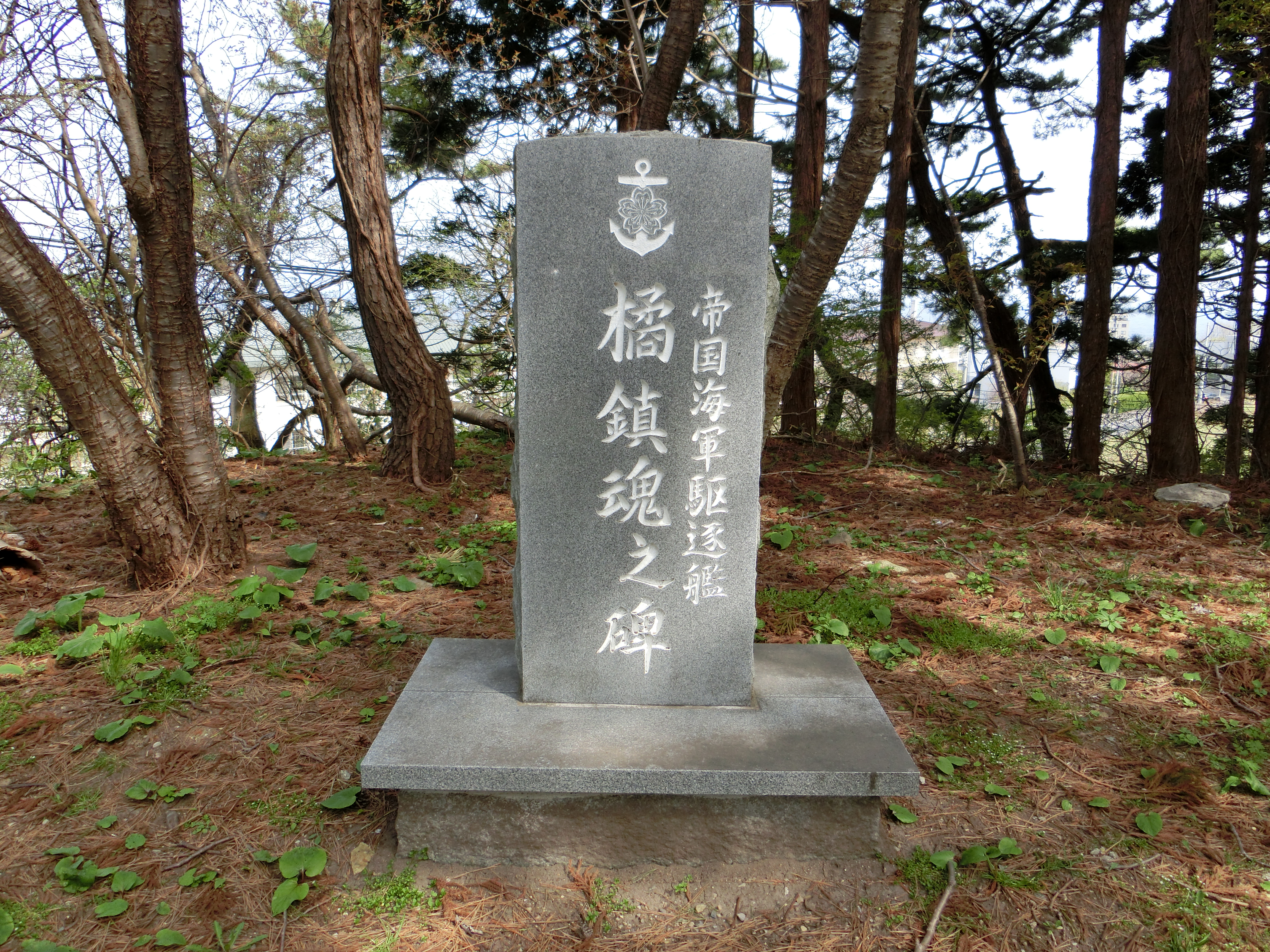
橘鎮魂之碑（函館護国神社）

8月10日、「橘」は駆逐艦籍、松型駆逐艦より除籍された。
1956年（昭和31年）9月より海洋サルベージがおこなわれ、12月18日に引き揚げられた。
函館護国神社境内に「橘」戦死者の慰霊碑がある。
背面には、「昭和20年7月14日午前5時、米海軍機動部隊より約100機の敵艦載機が函館港停泊中の青函連絡船及び船舶を目標に来襲した。これら船舶の護衛任務にあった駆逐艦「橘 1260トン」は単艦よく敵艦載機の襲撃を一手に引き受け、湾内湾外に勇戦奮闘し、在泊船舶の損害を最小限に食い止め其の任務を遂行した。敵機6機撃墜、1機撃破して午前6時53分葛登支灯台の90度2分3000ｍに沈んだ。乗組員280名中、戦死者140名、戦傷者31名」と彫られている。

## 歴代艦長
※『艦長たちの軍艦史』369頁による。

### 艤装員長
1. 林利房 少佐 1944年12月10日-

### 駆逐艦長
1. 林利房 少佐 1945年1月20日-